# 알랭 핑켈크로트

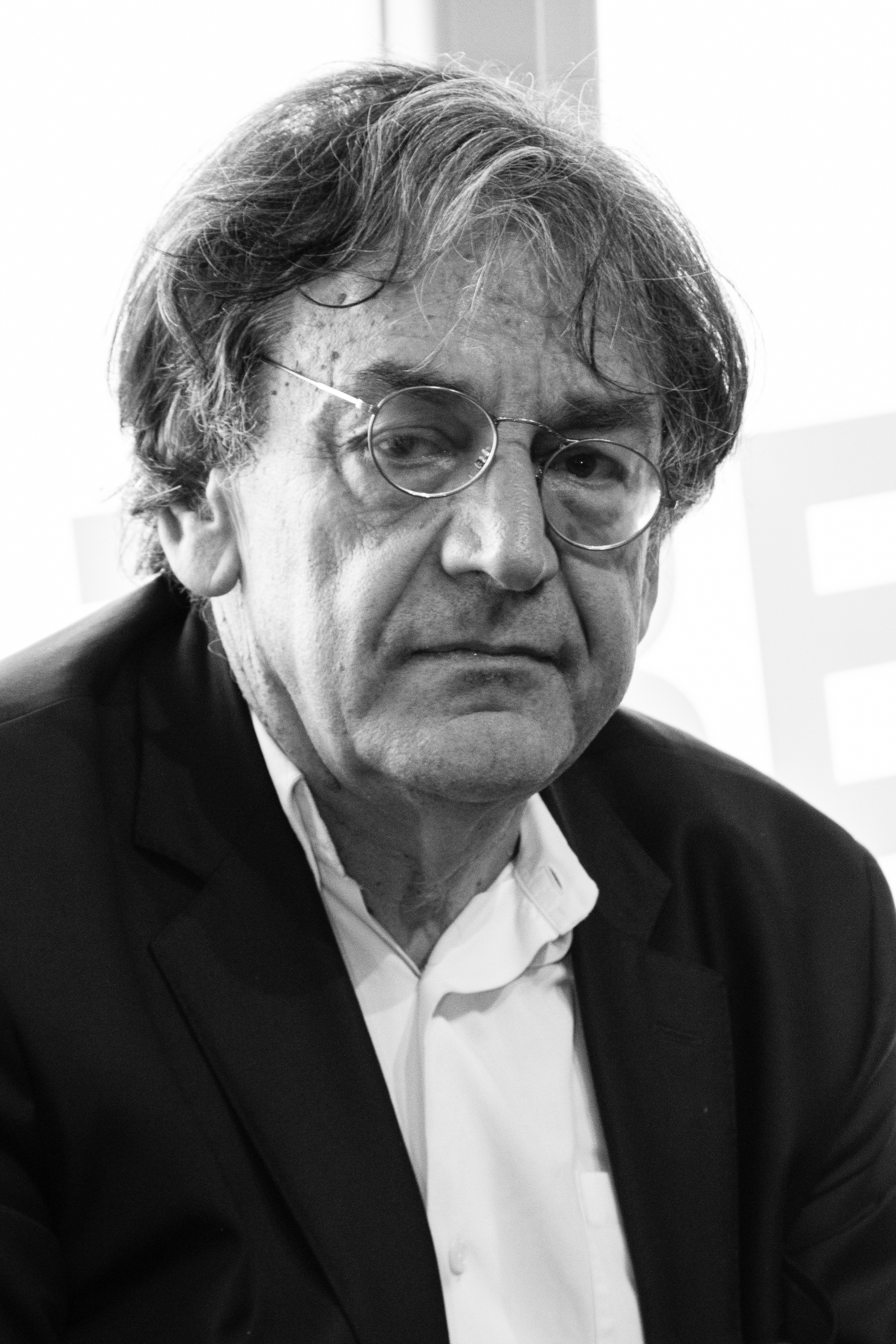
알랭 핑켈크로트

알랭 핑켈크로트(프랑스어: Alain Finkielkraut, 1949년 6월 30일 ~ )는 프랑스의 철학자이자 작가이다.